# Peru
För andra betydelser, se Peru (olika betydelser).
Peru, formellt Republiken Peru, är en stat i västra Sydamerika vid Stilla havet. Landet gränsar till Bolivia, Brasilien, Chile, Colombia och Ecuador. På gränsen mot Bolivia finns Titicacasjön, världens högst belägna, farbara sjö och i landet finns Amazonflodens källa. Landet har drygt 34 miljoner invånare.

## Historia
Huvudartikel: Perus historia
Peru var centrum i det mäktiga Inkariket från 1438 fram till dess att spanjoren Francisco Pizarro ankom Sydamerika 1532 och erövrade landet åt den spanska kronan. Peru förklarade sin självständighet den 28 juli 1821 tack vare José de San Martíns argentinska armé och Simón Bolívars venezuelanska armé. Den förste folkvalde presidenten kom dock inte till makten förrän 1827. Från 1836 till 1839 var Peru och Bolivia förenade i den peru-bolivianska konfederationen som dock upplöstes efter en väpnad konflikt med Chile och Argentina. Under dessa år rådde politisk oro och med armén som en viktig politisk makt. Mellan 1879 och 1883 hade Peru och Bolivia återigen en allians och kämpade mot Chile i Stillahavskrigen. Efter krigen (och med förlusten av provinsen Tarapaca) blev det politisk stabilitet i början av 1900-talet; intill dess att diktatorn Augusto Leguia kom till makten (fram till 1930). Peru har sedan haft en instabil historia präglat av militärstyre och maktövertaganden och inte förrän 1980 genomfördes demokratiska val.
Den 28 juli 2006 valdes den tidigare presidenten Alan García åter till landets president. Han vann 2006 års valkampanj efter att besegrat Ollanta Humala i en andra valomgång. 
Ollanta Humala var en tidigare radikal vänsterman inom militären och 2011 segrade han i den andra omgången av presidentvalet och blev därmed Perus nya president. I Humalas nya ministerkabinett  ingick även Perus allra första svarta minister, kulturminister Susana Barca som tidigare var sångerska.
I presidentvalet 2016 vann högerkandidaten Pedro Pablo Kuczynski (ofta kallad PPK).  Detta presidentval var ytterst jämnt och Kuczynski vann i andra valomgången med mycket knapp marginal före center-högerkandidaten Keiko Fujimori som är dotter till den fängslade ex-presidenten (1990-2000) Alberto Fujimori. I mars 2018 övertog vicepresident Martín Vizcarra makten när Perus president Pedro Pablo Kuczynski åtalades för korruption och avgick.
I juli 2021 blev grundskolläraren Pedro Castillo, som företrädde det socialistiska partiet Peru Libre (fria Peru), landets nya president. Det dröjde över sex veckor efter valet innan Castillo till slut kunde utropas till segrare i den andra valomgången, med endast 44 000 fler röster än högerrivalen Keiko Fujimori. Perus nya president Pedro Castillo gjorde sig ett namn 2017 då han ledde en lärarstrejk som omfattade flera regioner och pågick i 75 dagar. Castillo tog  flest röster i den första valomgången.
De fyra folkvalda presidenterna närmast före Pedro Castillo har alla anklagats för inblandning i den största korruptionsskandalen hittills i Latinamerika. Alejandro Toledo (president 2001–2006) greps i USA sedan han begärts utlämnad till Peru medan Alan García (president 2006–2011) begick självmord när polisen kom för att gripa honom. Ollanta Humala (president 2011–2016) och Pedro Pablo Kuczynski (president 2016–2018) är båda åtalade och sitter i häkte eller är på fri fot i väntan på rättegång.
Efter att dåvarande presidenten Pedro Castillo förklarats moraliskt inkompetent av den peruanska kongressen, utsågs vicepresidenten Dina Boluarte till Perus president den 7 december 2022.

## Geografi

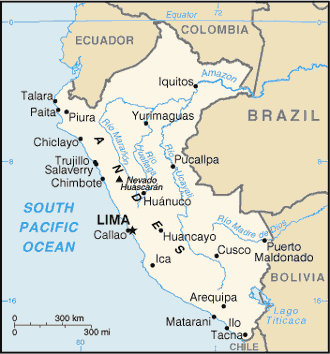
Karta över Peru.

### Topografi och hydrografi
Landet delas in i tre huvudsakliga zoner: öken, berg och djungel. Från väster räknat börjar landet med ett smalt ökenområde som sträcker sig längs kusten, avbrutet av ett femtiotal bördiga dalgångar, sedan Anderna, mot öster allt mer täckt av vegetation. Öster om Andernas bergskedjor breder Amazonas djungler ut sig fram till gränsen mot Brasilien.
Stora floder i Peru är Amazonfloden och dess källfloder Apurimac, Urubambafloden, Ucayalifloden, Marañónfloden, Napo, Putumayo och Huallaga. Den största och viktigaste sjön är Titicacasjön och Junínsjön mellan de andinska bergskedjorna.

### Klimat
Klimatet varierar från torrt ökenklimat i väster till tropiskt i öster. I Anderna varierar det mellan tempererat klimat och kallt. Anderna är en ung bergskedja och i landet förekommer jordbävningar, tsunamivågor, översvämningar, jordskred och mindre vulkanutbrott. 1970 dödades minst 47 000 människor i samband med en jordbävning uppmätt till 7,9 på Richterskalan. Jordbävningen orsakade stora lerskred. 1970 års katastrof gjorde en halv miljon människor hemlösa. En jordbävning i augusti 2007, med centrum vid städerna Pisco och Ica, dödade åtminstone 500 människor.
Några av Perus miljöproblem är avskogning (bland annat ett resultat av illegal avverkning), jorderosion, luftföroreningar i Lima samt förorening av floder och kustvatten. Peru har skrivit under, men inte ratificerat Kyotoprotokollet om klimatförändringar.

### Växt- och djurliv
Floran i Peru är mycket varierad. På den torra och sandiga kustnära ökenslätten växer bara några gräs och buskar. I regnskogsregionerna finns en stor variation av växter. Företrädare för denna växtlighet är bland andra gummiträdet, Mahognyträdet och vaniljväxter. I de högre bergsområdena växer, beroende på de naturliga förhållanden, bara en begränsad flora. Här ses huvudsakligen växa torra grödor som mossor och lavar (xerofyter), kaktusar och ärtväxter.

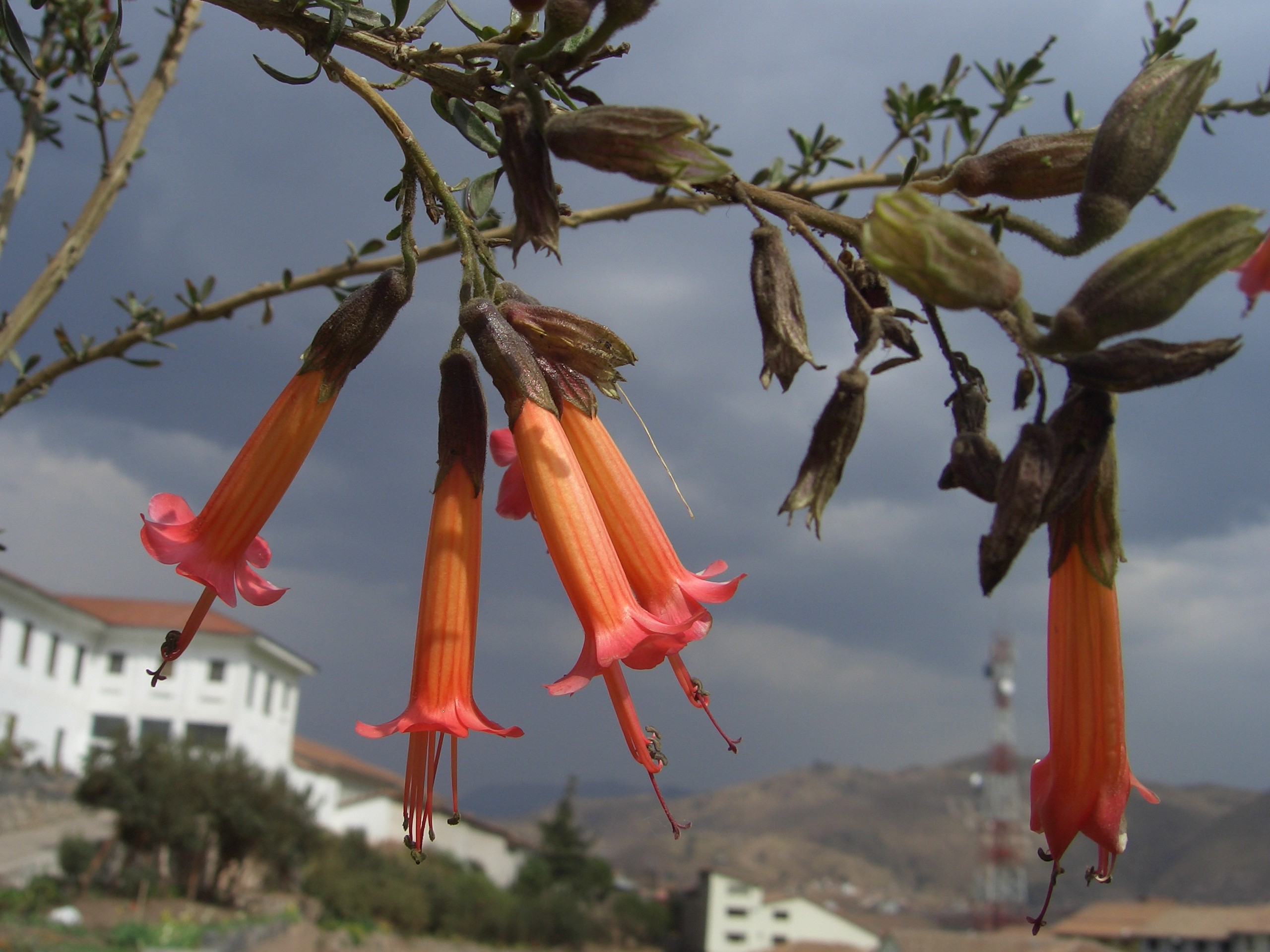
Perus nationalväxt inkagull (Cantua buxifolia).

Perus nationalväxt är inkagull (Cantua buxifolia), en två till tre meter hög buske med långa, klockformade blommor i familjen blågullsväxter, som växer 1200 - 3800 meter över havet.
Även när det gäller djurvärlden har Peru mycket att erbjuda. På de kustnära ökenslätterna och de få kustnära öarna bor fiskmåsar, tärnor, ödlor, skorpioner, sälar och pingviner. I de peruanska kustvattnen finns bland annat sardiner, hummer och makrill. Djur i de bördiga områdena i öster är till exempel bältdjur, alligatorer, jaguarer, pumor, papegojor och flamingor. Perus nationaldjur är den röda klippfågeln (Rupicola peruviana), som finns i Manú nationalpark.

## Styre och politik

### Författning och styre
Enligt 1993 års grundlag stadgas att Peru är en enhetsstat och demokratisk republik med flerpartisystem. Landets president är statschef och regeringschef och väljs genom allmänna val på fem år och kan inte bli återvald omedelbart därefter till den följande mandatperioden. Presidenten utser premiärminister och i samråd med denne utses de övriga ledamöterna i regeringen. Kongressen består av en kammare med 120 ledamöter som väljs för en period av fem år. Peru utgör en enda valkrets.
Kongressen är Perus lagstiftande församling. Lagar kan föreslås av den verkställande makten såväl som av den lagstiftande makten, lagförslagen ratificeras sedan efter att ha godkänts av kongressen och kungjorts av presidenten. Den dömande makten är till namnet oberoende, men politiska interventioner i rättsfrågor har varit vanligt under historiens gång och diskussion om detta pågår än i dag.
Presidenten utser landets ambassadörer samt alla högre befäl inom försvarsmakten. Presidenten kan även utlysa undantagstillstånd i upp till 60 dygn.

### Administrativ indelning

Perus departement.

Peru indelas sedan 22 oktober 2017 politiskt-administrativt i 24 departement, 196 provinser och 1874 distrikt. Den konstitutionella provinsen Callao har en särställning och har samma rättighet som departementen.

### Försvar
Perus väpnade styrkor (spanska: Fuerzas Armadas del Perú) är de militära styrkorna. De består av oberoende styrkor i form av armén, marinen och flygvapnet. Deras främsta uppgift är att skydda landets oberoende, suveränitet och territoriella integritet mot alla hot. Som ett sekundärt uppdrag deltar de i den ekonomiska och sociala utvecklingen liksom också i det civila försvaret.

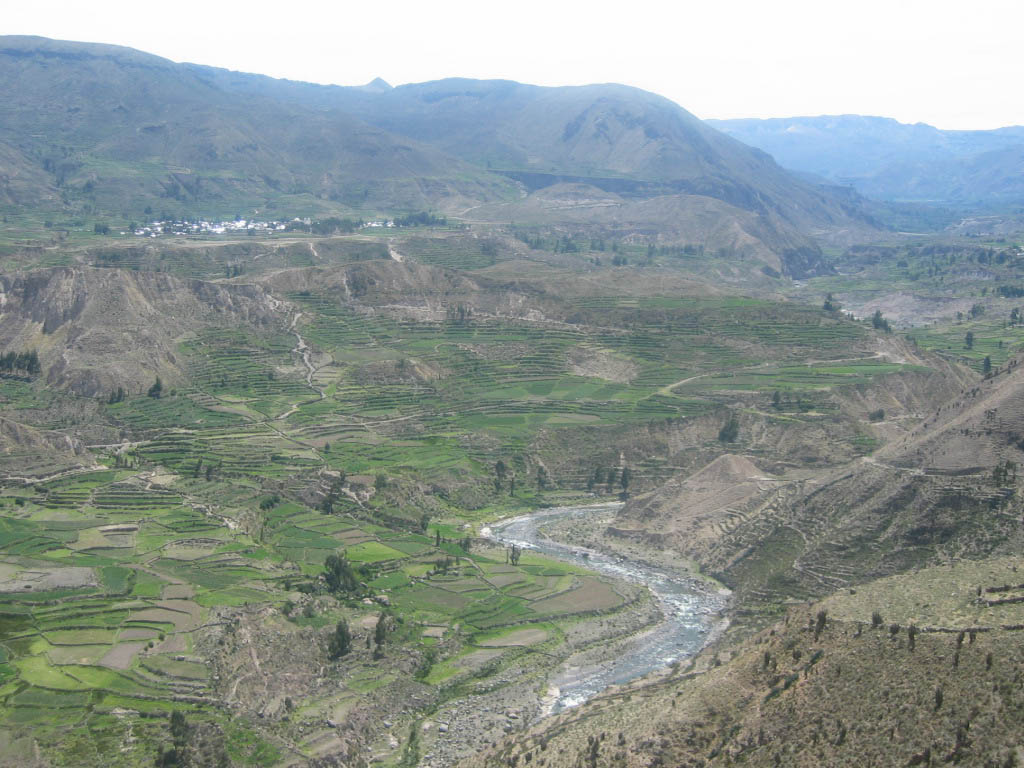
Valle del Colca.

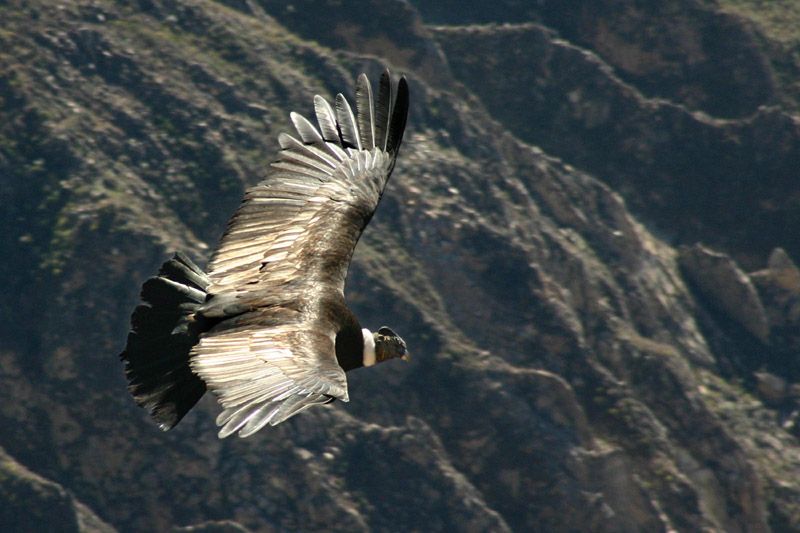
Kondor i Valle del Colca.

Machu Picchu, Cuzco.

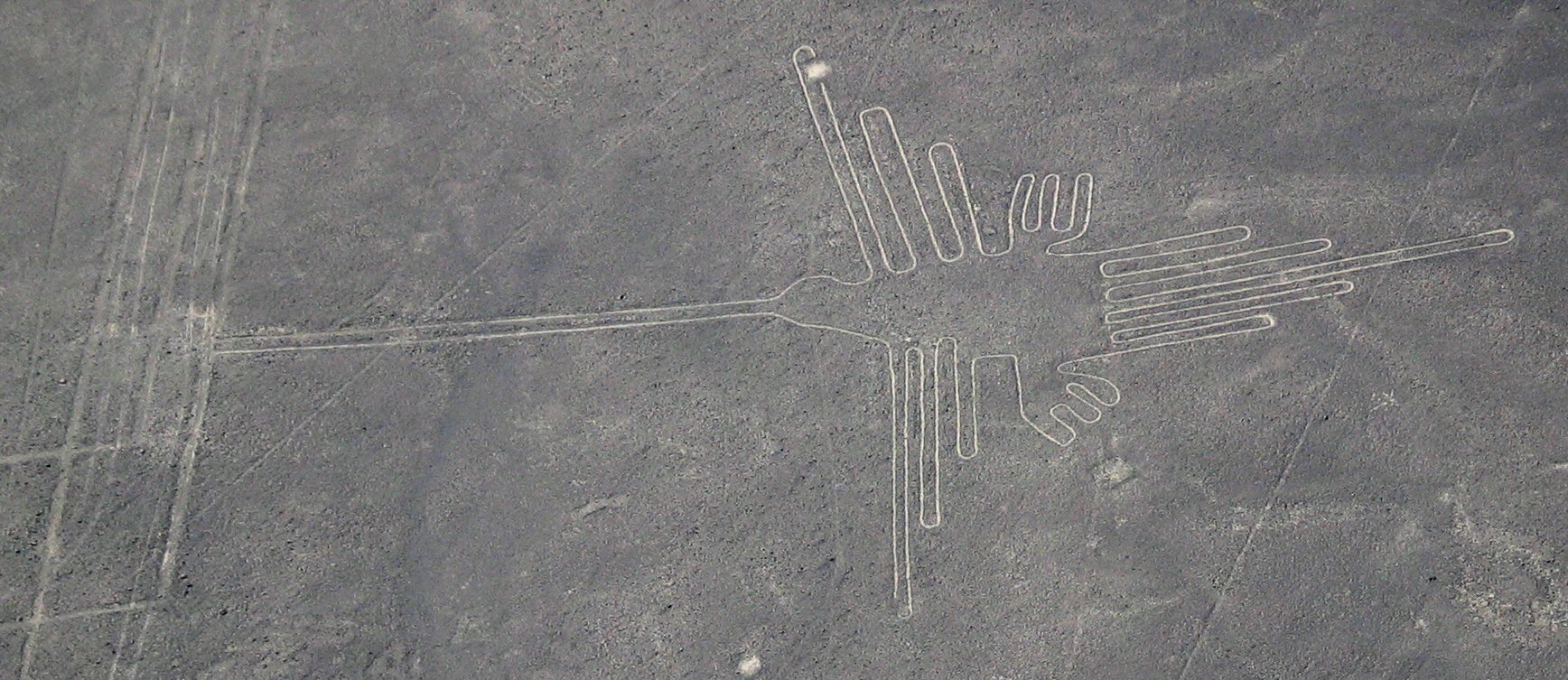
Nazca.

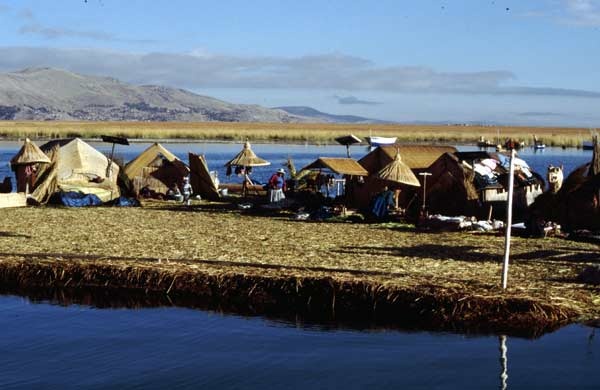
Uros, Titicaca.

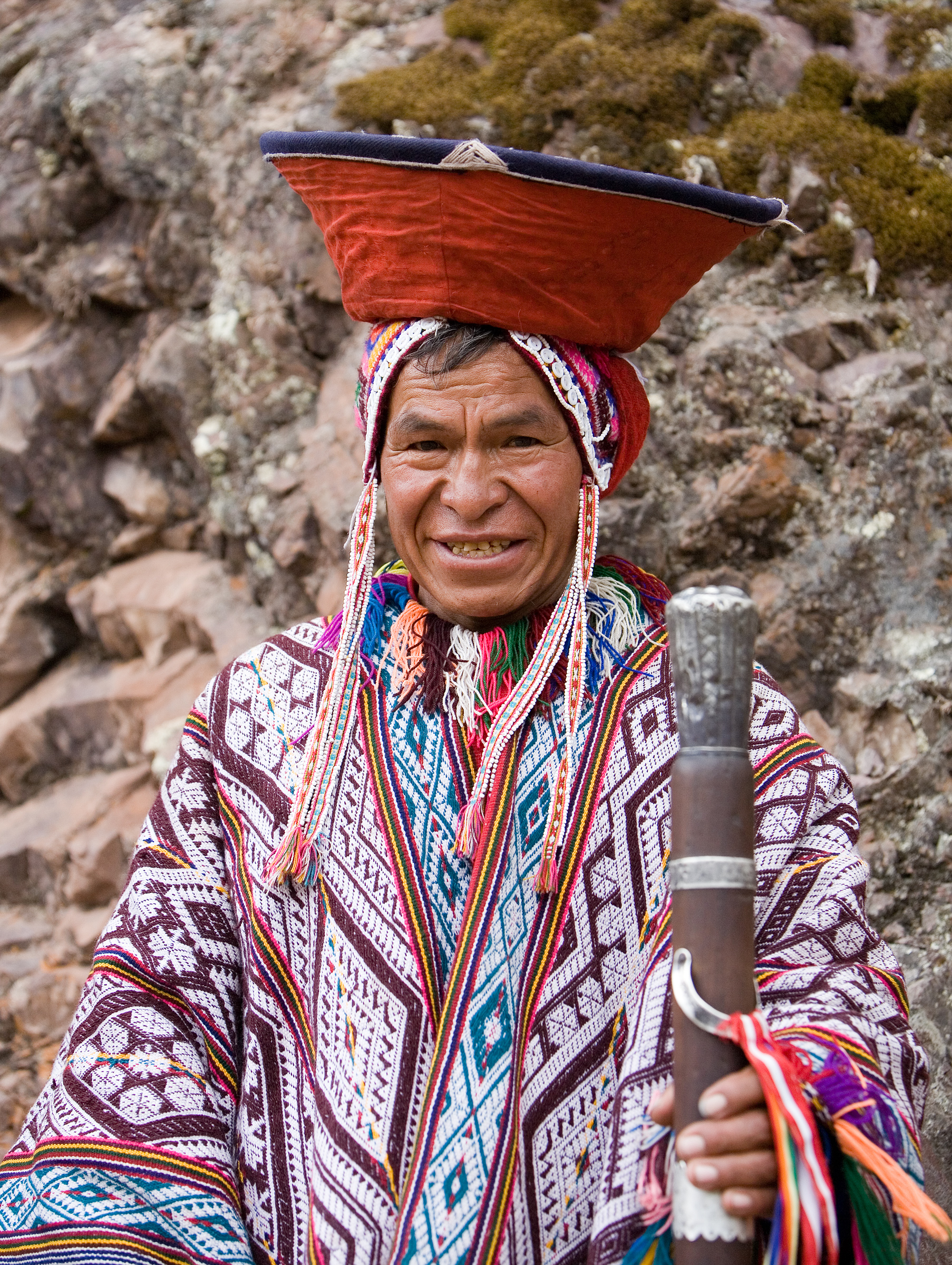
Invånare i Anderna iförd traditionell dräkt i Pisac.

## Ekonomi och infrastruktur
Peru har en marknadsekonomi, och regeringens egendomar har sedan Alberto Fujimori ändrade grundlagen 1993 alltmer avreglerats och privatiserats. Detta har lett till att framför allt nordamerikanska och europeiska företag dominerar marknaden. Delvis är tillståndet monopolliknande. Inom telekommunikationssektorn är till exempel spanska företag dominerande.
Den 12 april 2006 undertecknade Peru ett bilateralt frihandelsavtal med USA.
Inflationen var år 2004 nere i 3,48 % vilket placerade Peru på en fjärdeplats bland länder med låg ränta i Latinamerika. Under hyperinflationens år 1990 då den årliga inflationen i landet nådde 7649,6 % låg Peru på femtonde plats bland de sexton länderna, endast Nicaragua hade högre inflation, 13490,2 % per år.
Peru hade under 1980-talet och början av 1990-talet stora problem med ekonomin på grund av vänstergerillan Sendero Luminoso, presidenten Alan Garcia, väderkatastrofer och ett arv från tidigare militärregimer. I början av 90-talet tog den mer högerinriktade Alberto Fujimori kontroll över styret i landet. Han slog hårt mot vänstergerillan och besegrade den till slut. Tack vare honom, och utländska investeringar i landet och samarbete med IMF och Världsbanken, hade Peru en stark tillväxt mellan 1994 och 1997, och inflationen kunde kontrolleras. 1998 drabbade El Niño jordbruket, Asien hamnade i en finansiell kris och Brasiliens marknader var instabila och detta drabbade Perus ekonomi. 2000 upplevde landet inrikespolitisk instabilitet och året därpå sjönk den globala ekonomin. För att komma tillrätta med de ekonomiska problemen försöker man minska arbetslösheten och investera i bland annat naturgasutvinning.[källa behövs]

### Näringsliv
Landet är rikt på mineraltillgångar, i synnerhet guld och koppar, som utvinns av internationella konsortier och sedan exporteras. Dessutom har fiske och jordbruk en viktig roll. Förutom sockerrör odlas mycket kaffe. Produkter produceras huvudsakligen i de bebodda områdena på västkusten, där jordbruk kan bedrivas endast med hjälp av bevattning. Stora områden i regnskogen kan inte utnyttjas för kommersiellt jordbruk. Där bedrivs i stället till stor del jordbruk för självhushåll. Industrin är placerad nära kusten och särskilt i närheten av Lima. Resterande områden, utom när det gäller mineraltillgångar, är av underordnad betydelse.[källa behövs]

#### Fiske
Traditionellt har fisket stor ekonomisk betydelse i Peru. Humboldtströmmen går förbi Perus kust och bidrar till att kyla ner vattnet en temperatur lämplig för plankton. I slutet av 1960-talet landade peruanska fiskare de största fiskfångsterna i världen (över 9  miljoner ton fisk). Överfiske och ändrade havsströmmar ledde i början av 1970-talet till kollaps inom fisket. På 1990-talet överträffades 60-talets fångster (11 miljoner ton). Större delen av fångsterna består av anchoveta, en ansjovisfisk av vilken det framställs fiskolja och fiskmjöl. Under 1990-talet svarade fisket för 30 procent av landets exportinkomster.

#### Energi och råvaror
85 % av elektriciteten framställs av vattenkraft och resterande av fossila bränslen.
Peru är rikt på naturtillgångar som inkluderar koppar, guld, petroleum, timmer, fisk, järnmalm, kol, fosfat, vattenkraft och naturgas.[källa behövs]

#### Tjänster och turism

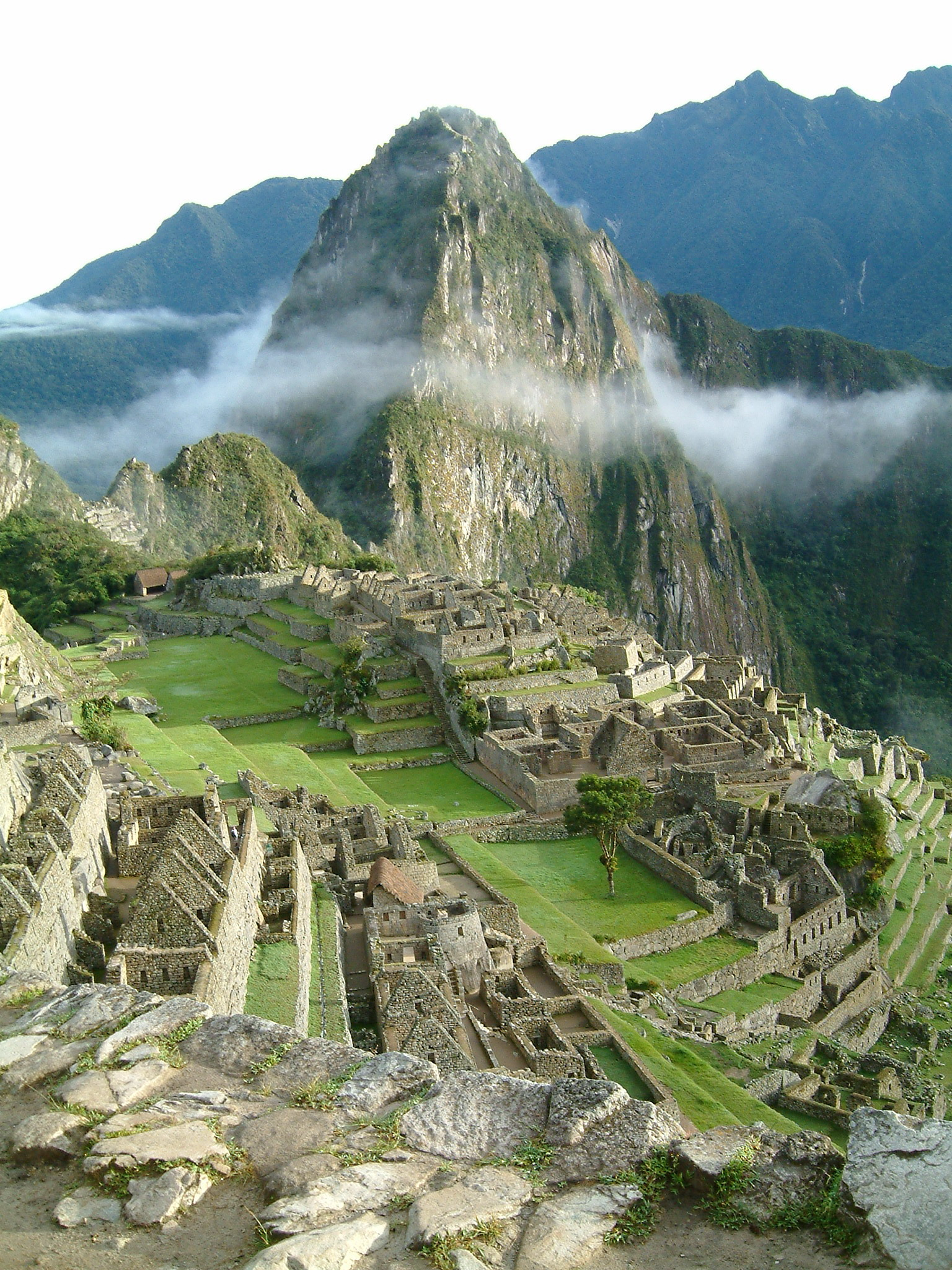
Machu Picchu.

Ekoturismen är utvecklad eftersom det finns mycket orörd natur, särskilt i regnskogen i östra delen av landet. Vandringar erbjuds i Huaraz och Cusco och till Machu Picchu, den mest besökta arkeologiska platsen i Sydamerika. Titicacasjön är också ett stort turistmål. Dess flytande öar utgör en turistattraktion, som förmodligen är unik i världen.

### Infrastruktur

#### Transporter
Landet är försett med ett tätt vägnät som är väl utvecklat, men förutom huvudvägarna, är de flesta vägar inte stenlagda, utan gropiga och under regnperioden ofta oframkomliga. Den bergiga terrängen och de stora avstånden gör att en resa i landet är mer krävande än i Europa.[källa behövs]

#### Utbildning
Enligt folkräkningen 2017, var det 1 262 075 personer 15 år och äldre som sade sig vara analfabeter, det vill säga 5,8 procent av befolkningen; analfabetismen var högre hos kvinnor (8,5 procent) än hos män (3,1 procent).

## Befolkning

### Demografi

#### Större städer
| De största städerna (2015) | De största städerna (2015) |
| -------------------------- | -------------------------- |
| Stad                       | Invånarantal               |
| Lima                       | 752 169                    |
| Trujillo                   | 861 044                    |
| Arequipa                   | 860 000                    |
| Callao                     | 824 329                    |
| Chiclayo                   | 634 600                    |
| Iquitos                    | 400 000                    |

#### Urbanisering
År 2017 bodde  17 037 297 personer, det vill säga 58,0 procent i kustområdena, i bergsområdena 8 268 183 personer (28,1 procent) och i regnskogsområdena 4 076 404 personer (13,9 procent).

#### Minoriteter
Perus befolkning består till över 50 procent av indianer. Den största etniska gruppen är quechua, en grupp till vilken nära hälften av landets invånare räknas. En annan stor etnisk grupp är aymara. Perus indianska befolkning bor i huvudsak på höglandet och i landets bergstrakter vid Andernas sluttningar. Den spanskspråkiga delen av befolkningen utgör mellan 30 och 35 procent. Det finns i Peru även minoriteter av japaner, kineser och italienare. En procent av befolkningen är afroamerikaner.
I de indianska befolkningsgrupperna är fattigdomen utbredd. Djup ekonomisk nöd på landsbygden har föranlett massiv inflyttning till de större kustnära städerna, särskilt huvudstaden Lima. Inflyttningen har medfört ökad social nöd och ökad kriminalitet.

#### Migration
År 2016 uppvisade Peru en nettomigration på -2,4 migranter per 1 000 invånare, vilket innebär att fler personer emigrerade från landet än invandrade.

### Religion

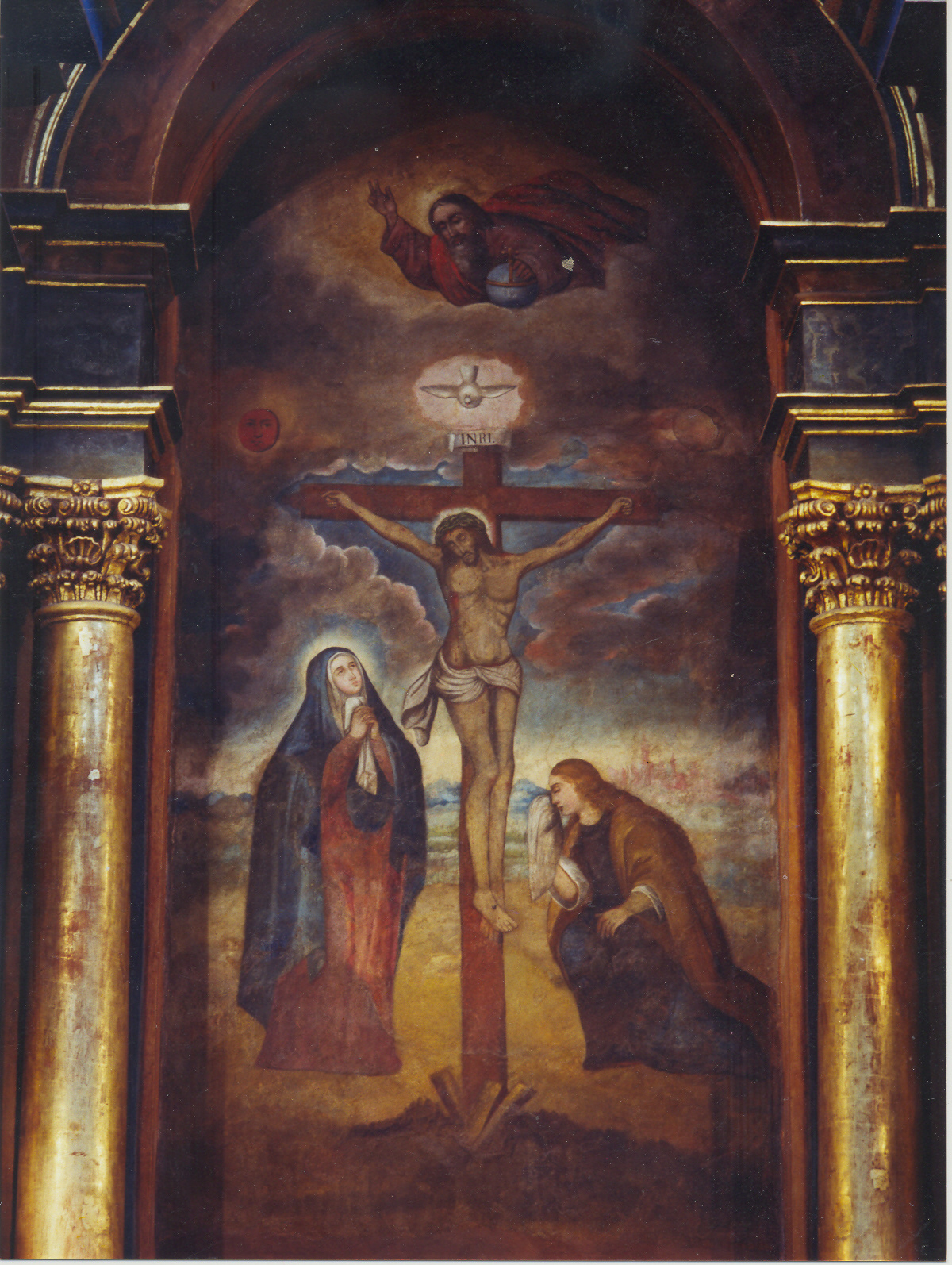
Muralmålning, Señor de los Milagros.

I Peru är katolicismen den största religionen. Enligt folkräkningen 2017, bekänner sig 76,0 procent av befolkningen över 12 år till katolicismen, 14,1 procent till de evangeliska kyrkorna, 4,8 procent tillhör andra religioner och 5,1 procent angav ingen religiös tillhörighet.
En av de viktigaste religiösa manifestationerna är Señor de los Milagros, vars bild från tiden för vicekungadömet Peru förs ut i procession på gatorna i Lima under oktober månad varje år. Denna helgonbild har fått hyllningar från påven Johannes Paulus II och Benedictus XVI. Det är en av de största religiösa manifestationerna i världen. I Peru liksom i resten av Latinamerika finns ytterligare hyllningar till korset liksom till jungfru Maria och Virgin del Chapi, Virgen del Carmen, Virgen de la Puerta, och så vidare.
I Peru finns det 45 kyrkliga områden, däribland sju ärkestift. Kardinal och ärkebiskop i Lima är Juan Luis Cipriani.

### Språk
Spanska är modersmål för 80,3 % av peruaner äldre än 5 år och är det största språket i landet. Spanskan fungerar parallellt med flera olika modersmål, det viktigaste är quechua, som talas av 16,5 % av befolkningen (1993). Andra inhemska språk talas av 3 % och utländska språk av 0,2 %

### Hälsa
| År 2014                  | Andel av befolkningen |
| Fetma                    | 20,4%                 |
| Undervikt hos barn <5 år | 3,1%                  |

Spädbarnsdödligheten var, enligt en uppskattning från 2016, 19 per 1 000 födslar, med högre dödlighet bland manliga spädbarn.

### Övriga befolkningsdata
Vid folkräkningen 2017 (’’censo’’) uppgick det totala invånarantalet till 31 237 385 personer, av vilka 29 381 884 personer representerar den befolkningsandel som folkbokfördes den 22 oktober 2017; och 1 855 501 representerar personer som av olika skäl inte folkbokfördes, utan har uppskattats efter en utvärderingsenkät. De icke medtagna motsvarar 5,94 procent.

## Kultur
Den peruanska kulturen har sina huvudsakliga rötter i spanska och amerindiska traditioner, även om den också har påverkats av olika etniska grupper från Afrika, Asien och Europa. Perus konstnärliga tradition går tillbaka till bearbetad keramik, textilier, skulptur och guldsmideri i de pre-kolumbianska kulturerna. Inkorna utövade dessa arbeten och nådde även arkitektoniska resultat inklusive byggandet av Machu Picchu. Barocken dominerade inom konsten i vireinatet, trots att den blev modifierad av inhemska traditioner. Under denna period, fokuserades konsten huvudsakligen på religiösa teman, de många kyrkorna från denna period och målningar från Cuscoskolan är bevis på detta. Konsten stagnerade efter självständigheten fram till uppkomsten av indigenism under första hälften av 1900-talet. Från 1950-talet har den peruanska konsten varit eklektisk och påverkats av både internationella och lokala strömningar.

### Konstarter

#### Musik

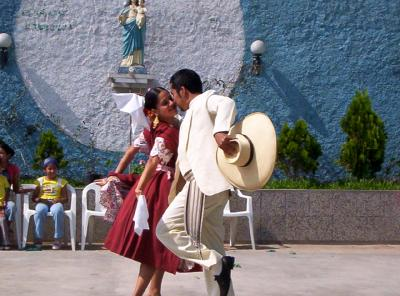
Marinera från norra Peru.

Musiken i Peru är resultatet av influenser från många århundraden. Det finns många olika genrer av peruansk musik: den andinska, den creolska och afroperuanska musiken ("criolla") och musiken i den peruanska djungeln (Amazonas). Dessa kan i sin tur delas in i musik och danser från peruanska kusten, Anderna och den peruanska regnskogen. Criollamusiken vid kusten är mycket varierad, eftersom det är just denna region som haft och har störst andel mestiser, känd som música criolla, i vilken också återfinns de afroperuanska danserna.
Längs den mittersta kuststräckan, främst vid Lima, finns stadsmusiken från äldre tiders Lima, den peruanska valsen (vals criollo) (populär i andra länder, främst i Argentina bland de tangofrälsta). I Lima finns också den graciösa zamacueca eller marinera Limeña (ursprunget till andra cuecas och zambas). Bland dessa finns varianter och utvidgningar som canto de Jarana och la resbalosa. Södra centrala kustpartiet (Cañete, Chincha, Ica och Nasca) erbjuder afroperuansk musik. De mest framträdande typerna är el festejo och el landó, andra exempel är toro mata och el panalivio.
I norr finns den nordliga criollamusiken. Från områdena La Libertad och Lambayeque kommer den kända marineran; som spelas i orkester med trummor och trumpeter. Denna marinera är, till skillnad från den tidigare nämnda, inte för salongen, utan är mycket färgstark och glad, och förekommer mycket när det gäller populära festivaler inklusive när man har tävlingar med den peruanska pasohästen. Längst från norr i Piura, Lambayeque och Tumbes kommer la cumanana (med inslag från mulatter och afroperuaner), vidare den känsliga agitanado tondero från Piura och el triste som många gånger förekommer i ett uttryck typiskt för norra Peru: "triste con fuga de Tondero ("ledsen till ett stycke tondero").
Områdena i sierra sur (dvs. de södra anderna i Peru) sin Huancavelica, Ayacucho, Apurimac, Cusco och Puno karakteriseras av huayno (detta gäller också den norra delen av bolivianska Altiplano). Från Cuscoområdet kommer muliza, el condor pasa och från Arequipa kommer yaraví arequipeña. Mellersta delen av Anderna som Cerro de Pasco, Ancash och Junín är kända för sin glada huayllas. Typiska representanter för denna genre är Pio Pio och Huylas Macho. Inom de andinska traditionella festivalerna, är den mest kända Inti Raymi, som vid Sacsayhuaman, i utkanten av Cusco, ihågkommer ceremonier och ritualer från Inkariket och hyllar guden Inti (inkafolkets solgud). Inti Raymi firas den 24 juni varje år.

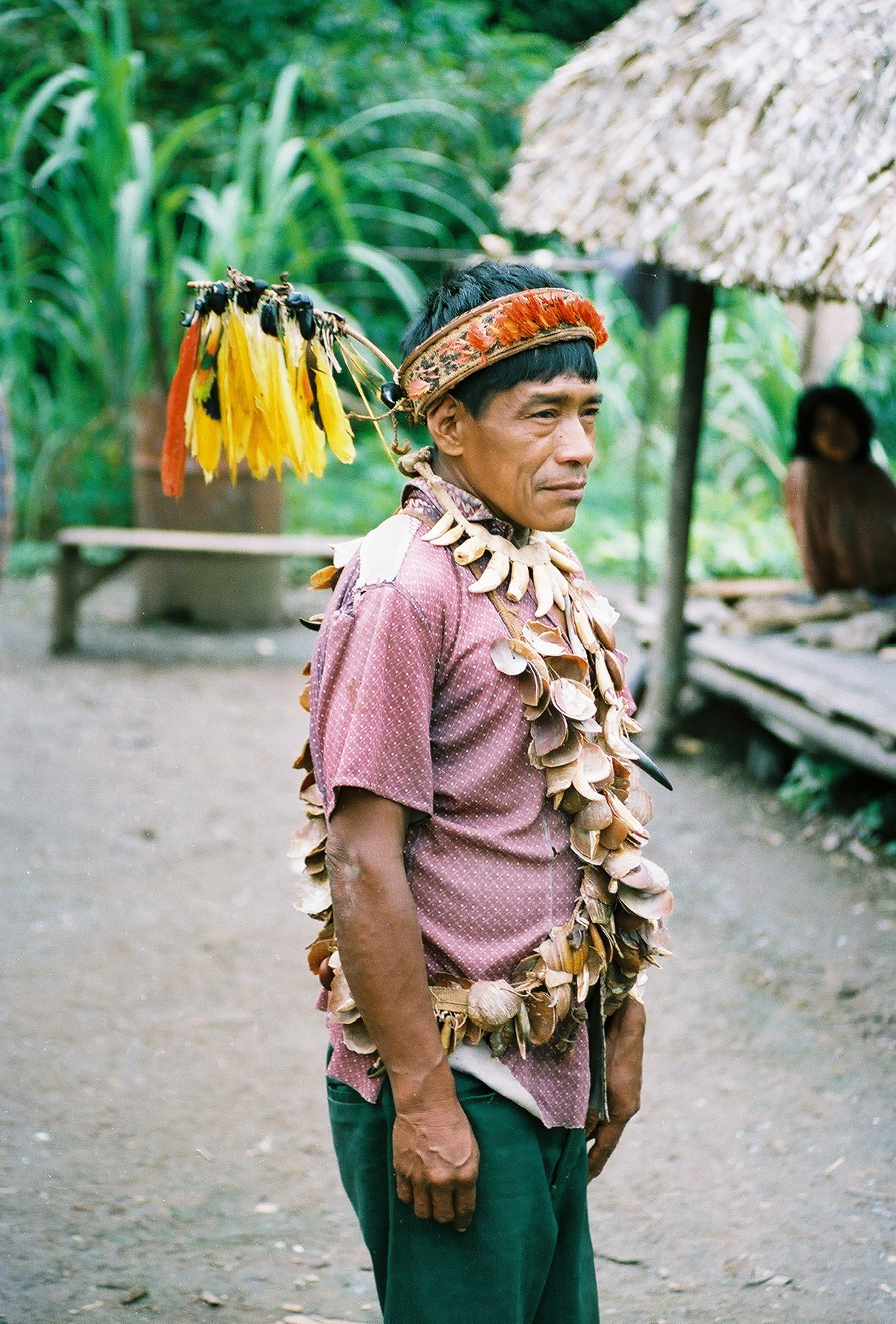
Urarina shaman, 1988.

### Traditioner

#### Matkultur

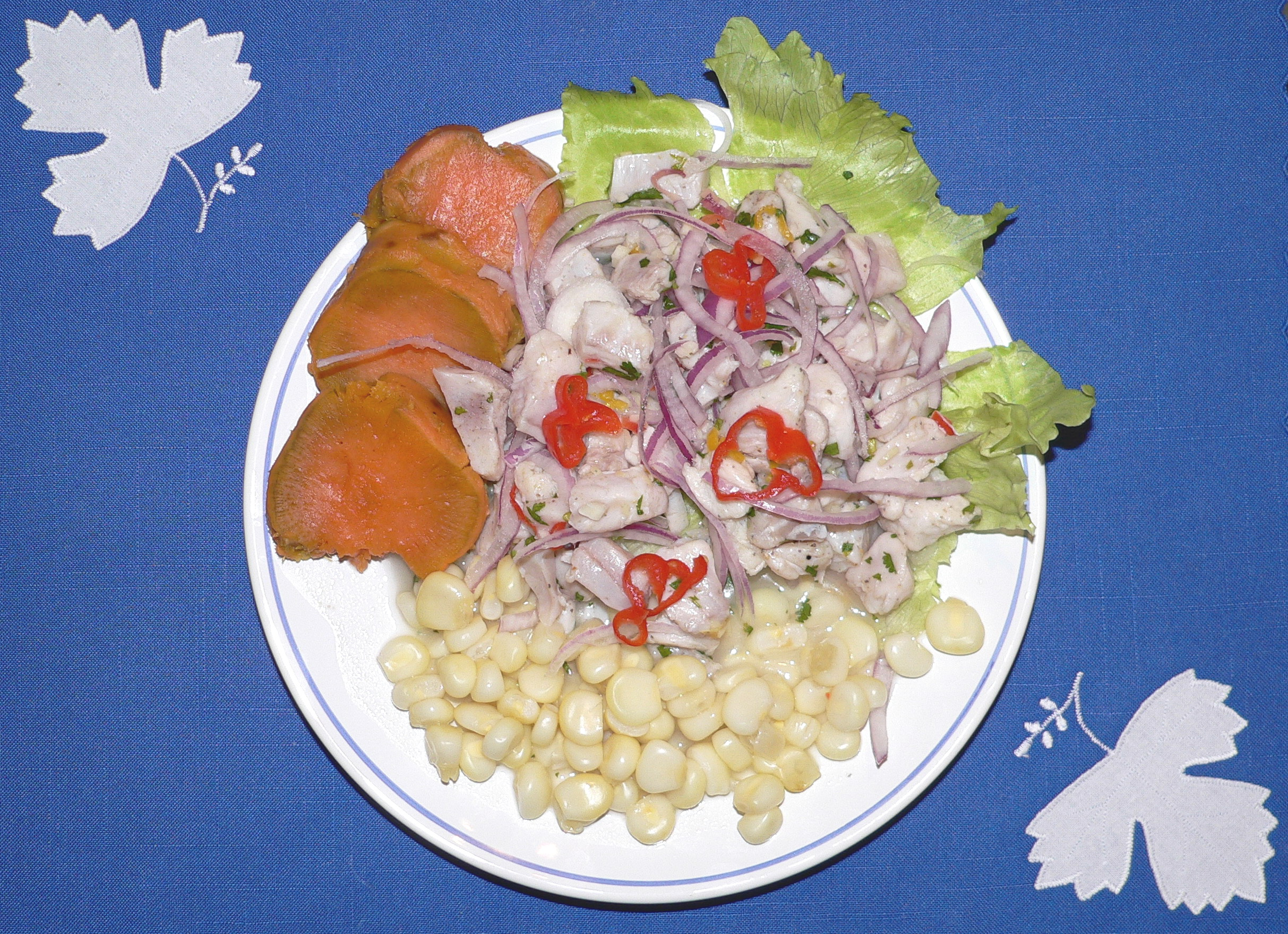
Ceviche, en typisk rätt från det peruanska köket.

Det peruanska köket anses vara ett av de mest varierade och originella i världen. Tack vare det prekoloniala arvet från inkariket, amazonköket, spanska köket, afrikanska köket såväl som det franska, kantonesiska, japanska och senare även italienska köket har här skett en stor blandning, tillsammans med la criolla, till en gastronomi från "fyra kontinenter i ett enda land". Den erbjuder en betydande variation av typiska och kulinariska peruanska rätter i ständig utveckling. Enligt den franska tidningen Le Monde har gastronomin i Peru en mycket framträdande plats;  på världsnivå räknas det som ett av de tre stora köken i världen, vid sidan av Kina och Frankrike, medan det i internationella gastronomiska tävlingar även konkurrerar med det indiska köket.

## Internationella rankningar
| Organisation                                | Undersökning                   | Rankning   |
| ------------------------------------------- | ------------------------------ | ---------- |
| Heritage Foundation/The Wall Street Journal | Index of Economic Freedom 2019 | 45 av 180  |
| Reportrar utan gränser                      | Pressfrihetsindex 2019         | 85 av 180  |
| Transparency International                  | Korruptionsindex 2018          | 105 av 180 |
| FN:s utvecklingsprogram                     | Human Development Index 2018   | 82 av 189  |